# Tegella amissavicularis
Tegella amissavicularis är en mossdjursart som först beskrevs av Arnold Girard Kluge 1952.  Tegella amissavicularis ingår i släktet Tegella och familjen Calloporidae. Inga underarter finns listade i Catalogue of Life.